# Transformation de Laplace

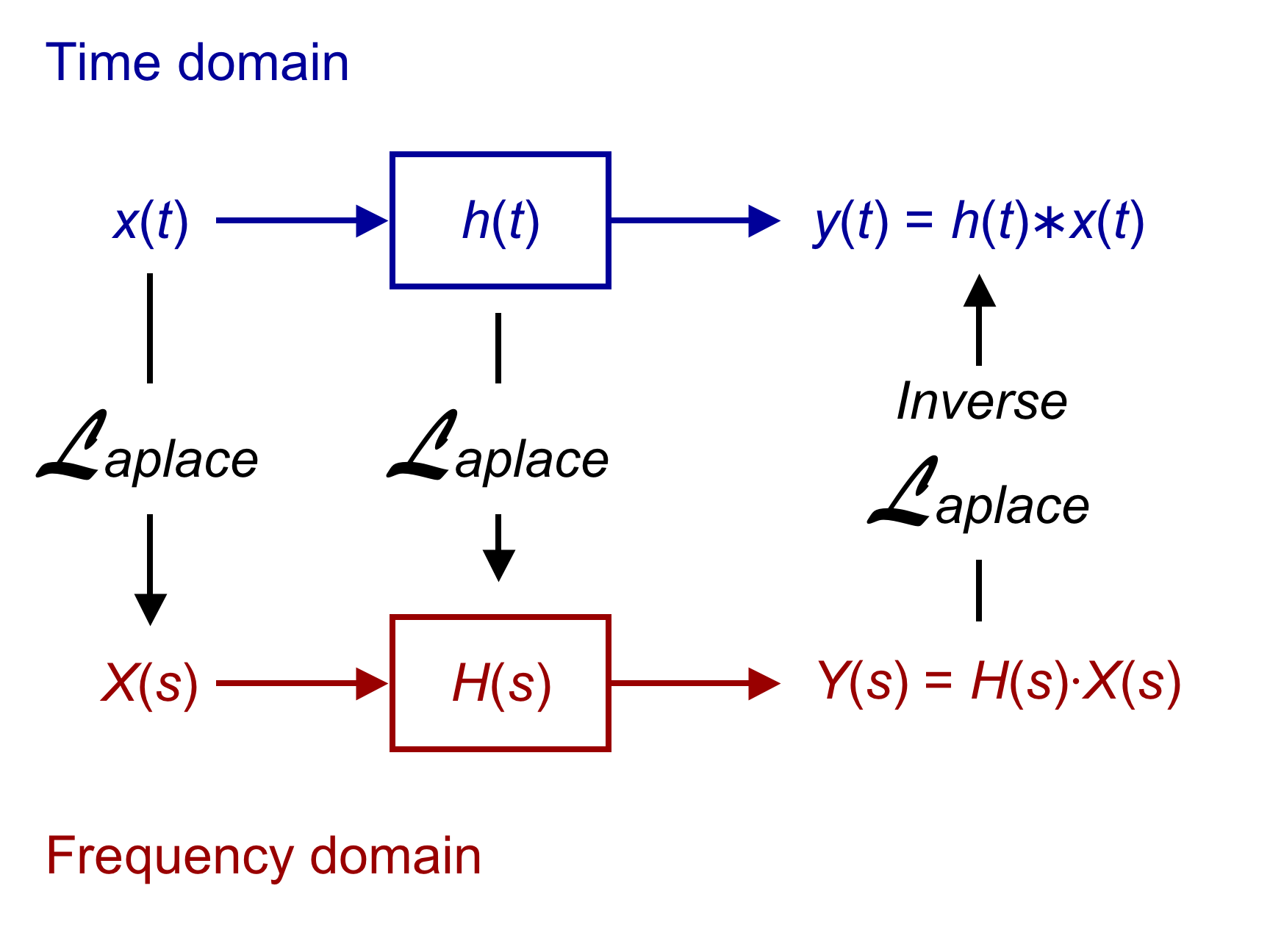
La transformée de Laplace d'une convolution est le produit des transformées de Laplace.

En mathématiques, la transformation de Laplace est une transformation intégrale qui, à une fonction f — définie sur les réels positifs et à valeurs réelles —, associe une nouvelle fonction F — définie sur les complexes et à valeurs complexes — dite transformée de Laplace de f.
L'intérêt de la transformation de Laplace vient de la conjonction des deux faits suivants :
- de nombreuses opérations courantes sur la fonction originale f se traduisent par une opération algébrique sur la transformée F. Par exemple, la transformée de la dérivée {\displaystyle f'} est la fonction {\displaystyle p\mapsto p\,F(p)-f(0).} De même, la transformée de {\displaystyle t\mapsto f(t-\tau )} est la fonction {\displaystyle p\mapsto \mathrm {e} ^{-p\tau }F(p)} ;
- bien que n'étant pas à proprement parler injective, la transformation de Laplace est inversible — au sens qu'il est possible de retrouver (à un ensemble de mesure nulle près) la fonction originale f à partir de sa transformée F.

Ces deux points font de la transformée de Laplace un outil utile à la résolution d'équations différentielles : la méthode consiste à (1) transformer une équation différentielle sur la fonction f en une équation algébrique sur sa transformée F; (2) résoudre cette équation algébrique pour déterminer F; et (3) en déduire f par transformation de Laplace inverse. Dans ce type d'analyse, la transformation de Laplace est souvent interprétée comme un passage du domaine temporel (dans lequel les entrées et sorties sont des fonctions de la variable t représentant le temps) au domaine fréquentiel (la variable {\displaystyle p=A\mathrm {e} ^{\mathrm {i} \theta }} pouvant s'interpréter comme une « fréquence complexe » d'amplitude {\displaystyle |p|=A} et de phase {\displaystyle \mathrm {arg} (p)=\theta }).
La transformation de Laplace généralise la transformation de Fourier, également utilisée pour résoudre les équations différentielles. Contrairement à cette dernière, elle tient compte des conditions initiales et peut ainsi être utilisée en théorie des vibrations mécaniques ou en électricité dans l'étude des régimes forcés sans négliger le régime transitoire. Elle converge pour toutes les fonctions qui, pondérées par une exponentielle, admettent une transformée de Fourier ; par conséquent, les fonctions admettant une transformée de Fourier admettent toutes une transformée de Laplace, mais la réciproque n'est pas vraie. De manière générale, ses propriétés vis-à-vis de la dérivation permettent un traitement plus simple de certaines équations différentielles, et elle est de ce fait très utilisée en automatique.
La transformation de Laplace est également utile en théorie des probabilités, où elle peut être utilisée à la place de la fonction caractéristique pour caractériser la loi d'une variable aléatoire réelle. Cela s'avère particulièrement utile dans l'étude des subordinateurs.
La transformation de Laplace doit son nom à Pierre-Simon de Laplace, qui utilisa une notion proche en 1774 dans le cadre de ses travaux sur la théorie des probabilités.

## Définition
En mathématiques et en particulier en analyse fonctionnelle, la transformée de Laplace monolatérale d'une fonction ƒ (éventuellement généralisée, telle que la « fonction de Dirac ») d'une variable réelle t, à support positif, est la fonction F de la variable complexe p, définie par :
{\displaystyle \mathrm {F} (p)={\mathcal {L}}\{f\}(p)=\int _{0^{-}}^{+\infty }{\rm {e}}^{-pt}f(t)\,\mathrm {d} t.}
Plus précisément, cette formule est valide lorsque :
- Re(p) > α, où α est l'abscisse de convergence (définie plus bas), –∞ ≤ α ≤ +∞ ;
- et ƒ est une fonction localement intégrable à support positif, c'est-à-dire nulle en dehors de l'intervalle I = [0, +∞[, ou plus généralement un « germe » de distributions définies dans un voisinage ouvert (et borné inférieurement) de l'intervalle I = [0, +∞[ dont la restriction au complémentaire de I dans ce voisinage est une fonction indéfiniment dérivable (voir l'article Transformation bilatérale de Laplace)[1].

C'est un tel germe appelé ici, par abus de langage, une fonction généralisée à support positif, et la transformation de Laplace est injective appliquée à ces fonctions généralisées.
L'abscisse de convergence α se définit comme suit :
soit, pour un réel β, {\displaystyle f_{\beta }:t\mapsto {\rm {e}}^{-\beta t}f(t)}. Alors α est la borne inférieure dans {\displaystyle {\overline {\mathbb {R} }}} de l'ensemble B des β pour lesquels ƒβ est une distribution tempérée (donc α = +∞ si B est vide).
La « fonction de Dirac » est de cette nature. Sa transformée de Laplace vaut 1 avec une abscisse de convergence de –∞.
Les propriétés de cette transformation lui confèrent une grande utilité dans l'analyse des systèmes dynamiques linéaires. La plus intéressante de ces propriétés est que l'intégration et la dérivation sont transformées en division et multiplication par p, de la même manière que le logarithme transforme la multiplication en addition. Elle permet ainsi de ramener la résolution des équations différentielles linéaires à coefficients constants à la résolution d'équations affines (dont les solutions sont des fonctions rationnelles de p).
La transformation de Laplace est très utilisée par les ingénieurs pour résoudre des équations différentielles et déterminer la fonction de transfert d'un système linéaire. Par exemple, en électronique, contrairement à la décomposition de Fourier qui est utilisée pour la détermination du spectre d'un signal périodique ou même quelconque, elle tient compte de l'existence d'un régime transitoire précédant le régime permanent (exemple : la prise en compte de l'allure du signal avant et après la mise en marche d'un générateur de fréquence).
Il suffit en effet de transposer l'équation différentielle dans le domaine de Laplace pour obtenir une équation beaucoup plus simple à manipuler.
Par exemple, lors de l'étude d'une machine à courant continu :
{\displaystyle e(t)=\mathrm {R} \cdot i(t)+\mathrm {L} {\frac {\mathrm {d} i(t)}{\mathrm {d} t}}}
dans le domaine fréquentiel devient
{\displaystyle \mathrm {E} (p)=\mathrm {R} \cdot \mathrm {I} (p)+p\cdot \mathrm {L} \cdot \mathrm {I} (p)}
dans le domaine de Laplace. Ceci n'est valable qu'à conditions initiales nulles : i(0) = 0.
On a utilisé ici des propriétés de la transformation de Laplace, explicitées ci-dessous.
Remarque : la notation « s » (variable de Laplace) est souvent utilisée dans les pays anglophones alors que la notation « p » est utilisée notamment en France et en Allemagne.
On définit aussi, dans les mêmes conditions que ci-dessus, la transformation de Laplace-Carson par :
{\displaystyle \phi (p)=p\int _{0^{-}}^{+\infty }{\rm {e}}^{-pt}f(t)\,\mathrm {d} t}
qui permet d'associer à toute fonction d'une variable {\displaystyle t\mapsto f(t)} une fonction image {\displaystyle p\mapsto \phi (p)}.
Cette transformation est utilisée par certains ingénieurs car :
- une constante sur [0, +∞[ a pour image la même constante ;
- elle offre dans certains cas une plus grande facilité d'emploi en calcul matriciel et tensoriel.

## Inversion
L'inversion de la transformation de Laplace s'effectue par le biais d'une intégrale dans le plan complexe. À l'aide du théorème des résidus, on démontre la formule de Bromwich-Mellin :
{\displaystyle f(t)={\mathcal {L}}^{-1}\{\mathrm {F} \}(t)={\frac {1}{2\pi {\rm {i}}}}\int _{\gamma -{\rm {i}}\cdot \infty }^{\gamma +{\rm {i}}\cdot \infty }{\rm {e}}^{pt}\mathrm {F} (p)\,{\rm {d}}p,}
où γ est choisi de sorte que :
- l'intégrale soit convergente, ce qui implique que γ soit supérieur à la partie réelle de toute singularité de F(p) ;
- et qu'à l'infini, |F(p)| tende vers 0 au moins aussi rapidement que {\displaystyle {\dfrac {1}{\vert p\vert ^{2}}}}.

Lorsque cette dernière condition n'est pas satisfaite, la formule ci-dessus est encore utilisable s'il existe un entier n tel que :
|p–nF(p)| tende vers 0 aussi rapidement que {\displaystyle {\dfrac {1}{\vert p\vert ^{2}}}}
c'est-à-dire lorsque :
pour |p| tendant vers l'infini, |F(p)| est majorée par un polynôme en |p|.
En remplaçant F(p) par p–nF(p) dans l'intégrale ci-dessus, on trouve dans le membre de gauche de l'égalité une fonction généralisée à support positif dont la dérivée d'ordre n (au sens des distributions) est la fonction généralisée (elle aussi à support positif) cherchée.
En pratique néanmoins, la formule de Bromwich-Mellin est peu utilisée, et on calcule les inverses des transformées de Laplace à partir des tables de transformées de Laplace.

## Propriétés

### Linéarité
La transformation de Laplace est linéaire, c'est-à-dire que quelles soient les fonctions f, g et deux nombres complexes a et b :
{\displaystyle {\mathcal {L}}\left\{af+bg\right\}=a\,{\mathcal {L}}\left\{f\right\}+b\,{\mathcal {L}}\left\{g\right\}}.
Cette linéarité découle évidemment de celle de l'intégrale.

### Continuité
Si {\displaystyle f:\mathbb {R} _{+}\to \mathbb {C} } est continue et si l'intégrale impropre {\displaystyle \int _{0}^{\infty }f} converge, alors {\displaystyle {\mathcal {L}}f(x)} est bien défini pour tout réel {\displaystyle x\geq 0} et {\displaystyle {\mathcal {L}}f} est continue sur {\displaystyle \mathbb {R} _{+}}. En particulier, {\displaystyle \int _{0}^{\infty }f=\lim _{0^{+}}{\mathcal {L}}f}.
En effet, la règle d'Abel s'applique ici uniformément par rapport à x.

### Holomorphie
La transformée de Laplace {\displaystyle \mathrm {F} (p)={\mathcal {L}}\{f(t)\}} de {\displaystyle f} est holomorphe et sa dérivée n-ième est {\displaystyle \mathrm {F} ^{(n)}(p)=(-1)^{n}{\mathcal {L}}\{t^{n}f(t)\}} (voir infra).

### Transformation de Laplace d'une dérivée
Appliquée à la dérivée {\displaystyle f'} de f, la transformation de Laplace correspond, à une constante additive près, à une multiplication par p de la transformée :
{\displaystyle {\mathcal {L}}\{f'\}=p{\mathcal {L}}\{f\}-f(0^{-})}.
De proche en proche ou par récurrence, il est possible de montrer pour les dérivations successives :
{\displaystyle {\mathcal {L}}\{f'\}=p{\mathcal {L}}\{f\}-f(0^{-})} ;
{\displaystyle {\mathcal {L}}\{f''\}=p^{2}{\mathcal {L}}\{f\}-pf(0^{-})-f'(0^{-})} ;
{\displaystyle {\mathcal {L}}\left\{f^{(n)}\right\}=p^{n}{\mathcal {L}}\{f\}-p^{n-1}f(0^{-})-\cdots -f^{(n-1)}(0^{-})}.
Cette dernière expression peut s'écrire, avec {\displaystyle \partial _{0}^{i}f\left(0^{-}\right):=f^{\left(i\right)}\left(0^{-}\right)} pour tout entier {\displaystyle i\geq 0},
Vu la définition donnée plus haut d'une fonction généralisée à support positif (en utilisant la notion de germe), les quantités {\displaystyle f(0^{-}),...,f^{(n-1)}(0^{-})} ne sont pas nulles en général.
Si en revanche f est une fonction usuelle à support positif, 0– est à remplacer partout par 0+.
Plus précisément, écrivons {\displaystyle f=g\Upsilon } où {\displaystyle \Upsilon } est l'échelon unité de Heaviside et g est une fonction continûment dérivable (au sens usuel) dans un voisinage de 0. Alors, d'après la règle de Leibniz,
{\displaystyle f'=g'\Upsilon +g\Upsilon '} avec {\displaystyle \Upsilon '=\delta .}
Puisque {\displaystyle g\delta =g(0)\delta }, {\displaystyle f'=g'+g(0)\delta }, donc {\displaystyle {\mathcal {L}}\{f'\}={\mathcal {L}}\{g'\}+g(0)}.
On a également {\displaystyle {\mathcal {L}}\{f'\}=p{\mathcal {L}}\{f\}-f(0^{-})=p{\mathcal {L}}\{f\}} car {\displaystyle f(0^{-})=0}.
Maintenant, {\displaystyle {\mathcal {L}}\{f\}={\mathcal {L}}\{g\Upsilon \}} et {\displaystyle g(0)=(g\Upsilon )(0^{+})}. Par définition, {\displaystyle {\mathcal {L}}\{g'\}={\mathcal {L}}\{g'\Upsilon \}} car c'est de la transformation monolatérale qu'il s'agit. On obtient donc finalement
{\displaystyle {\mathcal {L}}\{g'\Upsilon \}=p{\mathcal {L}}\{g\Upsilon \}-(g\Upsilon )(0^{+}).}
En continuant ce raisonnement, on obtient, si g est de classe {\displaystyle C^{n}} dans un voisinage de [0, +∞[,
avec {\displaystyle \partial _{0}^{i}(g\Upsilon )\left(0^{+}\right):=(g^{\left(i\right)}\Upsilon )\left(0^{+}\right)} pour tout entier {\displaystyle i\geq 0}.

#### Exemple
Soit {\displaystyle g(t)=\cos(\omega t)}. Alors {\displaystyle {\mathcal {L}}\{g\Upsilon \}(p)={\frac {p}{p^{2}+\omega ^{2}}}} et {\displaystyle g\Upsilon (0^{+})=1}. On a {\displaystyle g'(t)=-\omega \sin(\omega t)} et
{\displaystyle p{\mathcal {L}}\{g\Upsilon \}(p)-g\Upsilon (0^{+})={\frac {p^{2}}{p^{2}+\omega ^{2}}}-1=-{\frac {\omega ^{2}}{p^{2}+\omega ^{2}}}}. Par conséquent,
{\displaystyle {\mathcal {L}}\{t\mapsto \sin(\omega t)\Upsilon (t)\}(p)={\frac {\omega }{p^{2}+\omega ^{2}}}.}

#### Application à la dérivée de la fonction de Heaviside
La fonction de Heaviside {\displaystyle \Upsilon } vaut 0 pour t < 0, 1 pour t > 0 (sa valeur en 0 n'a aucune importance). Cette fonction étant discontinue, elle n'est pas dérivable au sens habituel. En revanche, sa dérivée au sens des distributions est la « fonction » de Dirac {\displaystyle \delta }. Il vient
{\displaystyle {\mathcal {L}}\left(\delta \right)=p{\mathcal {L}}\left(\Upsilon \right)-\Upsilon \left(0^{-}\right)=1-0=1,}
puisque
{\displaystyle {\mathcal {L}}\left(\Upsilon \right)={\dfrac {1}{p}},\Re (p)>0.}
Si l'on remplaçait, dans la formule de la règle de dérivation, ƒ(0–) par ƒ(0+), on trouverait {\displaystyle {\mathcal {L}}\left(\delta \right)=0}, ce qui est faux (voir plus loin). Certaines sources peuvent comporter cette erreur.
De même, on voit parfois la définition suivante de la transformation de Laplace :
{\displaystyle F(p)=\int _{\alpha }^{+\infty }{\rm {e}}^{-pt}f(t)~{\rm {d}}t}
avec {\displaystyle \alpha =0^{+}}, voire un manque de précision sur cette limite. Si f est une fonction au sens habituel de ce terme, à support positif, il s'agit d'une intégrale de Lebesgue qui coïncide avec celle correspondant à {\displaystyle \alpha =0^{-}}, puisque {\displaystyle \left\{0\right\}} est de mesure nulle ; on peut d'ailleurs dans ce cas écrire sans ambiguïté {\displaystyle \alpha =0}. Il n'en va pas de même si f est une « fonction généralisée », c'est-à-dire une distribution pour Gelfand et Shilov, quand celle-ci a une masse non nulle à l'origine. Le prototype est la distribution de Dirac. Au plan algébrique, cette distribution {\displaystyle \delta } est l'élément neutre dans l'algèbre de convolution {\displaystyle {\mathcal {D}}_{+}^{\prime }} des distributions à support positif ; et puisque la transformation de Laplace transforme le produit de convolution en produit ordinaire, il faut donc que {\displaystyle \delta } ait pour transformée de Laplace {\displaystyle {\mathcal {L}}\left(\delta \right)=1}. Or, cela ne sera vrai que si {\displaystyle \alpha =0^{-}}. En effet, avec {\displaystyle \alpha =0^{+}} on obtiendrait une transformée de Laplace égale à 0. Cela serait d'autant plus aberrant que la transformation de Laplace ne serait pas injective, puisque {\displaystyle \delta \neq 0}.

### Multiplication par une puissance det
La multiplication par {\displaystyle t^{n},n\in \mathbb {N} } dans le domaine temporel correspond, au signe près, à la dérivée n-ième de la transformée :
{\displaystyle {\mathcal {L}}\left\{t^{n}f(t)\right\}=(-1)^{n}{\dfrac {\mathrm {d} ^{n}{\mathcal {L}}\left\{f\right\}}{\mathrm {d} p^{n}}}}.
La formule inverse (pour n = –1) est :
{\displaystyle {\mathcal {L}}\left\{{\frac {f(t)}{t}}\right\}(p)=\int _{p}^{\infty }\mathrm {F} (\sigma )\,\mathrm {d} \sigma }
et elle est valide à condition que f soit de la forme {\displaystyle t\mapsto tg(t)} où g est une fonction généralisée à support positif. Une manière de démontrer ce résultat est indiquée ci-dessous.

### Intégration
La transformation de Laplace d'une intégrale (primitive de f s'annulant en 0) correspond à une multiplication par 1/p :
{\displaystyle {\mathcal {L}}\left\{\int _{0^{-}}^{t}f(\tau )\mathrm {d} \tau \right\}={\frac {1}{p}}{\mathcal {L}}\{f\}}
et si ƒ est une fonction à support positif, continue sur [0, +∞[, on a pour tout a > 0 :
{\displaystyle {\mathcal {L}}\left\{\int _{a}^{t}f(\tau )~{\rm {d}}\tau \right\}={\frac {1}{p}}{\mathcal {L}}\{f\}+{1 \over p}\int _{a}^{0}f(\tau )\mathrm {d} \tau .}

### Valeur finale
Supposons f localement intégrable à support positif. Si la limite dans le domaine temporel existe et est finie, alors :
{\displaystyle \lim _{t\to +\infty }f(t)=\lim _{p\in \mathbb {R} ,p\to 0^{+}}p\mathrm {F} (p).}
(On notera que c'est la seule propriété où un 0+ apparaît pour la variable {\displaystyle p}.)
Les hypothèses indiquées sont indispensables, comme le montrent les contre-exemples suivants :
- la fonction {\displaystyle f:t\mapsto {\rm {e}}^{t}\Upsilon (t)} admet pour limite +∞ lorsque t tend vers +∞. Sa transformée de Laplace est {\displaystyle F(p)={\frac {1}{p-1}}} et {\displaystyle \lim \limits _{p\rightarrow 0}pF\left(p\right)=0}. Cette dernière limite n'a en réalité aucun sens car l'abscisse de convergence de F est 1, donc 0 n'appartient pas à l'adhérence du domaine de convergence ;
- la fonction {\displaystyle f:t\mapsto \sin t\Upsilon (t)} n'admet pas de limite lorsque t tend vers +∞. Sa transformée de Laplace est {\displaystyle F(p)={\frac {1}{p^{2}+1}}}, l'abscisse de convergence de F est 0 et {\displaystyle \lim \limits _{p\in \mathbb {R} ,p\rightarrow 0^{+}}pF\left(p\right)=0} (cette dernière limite est pourtant correcte cette fois) ;
- si {\displaystyle F(p)} est une fonction rationnelle, {\displaystyle \lim _{t\to +\infty }f(t)} existe et est finie si et seulement si les pôles de {\displaystyle F(p)} appartiennent tous à la réunion du demi-plan gauche ouvert et de l'origine, le pôle en 0, s'il existe, étant simple[8].

### Valeur initiale
Si {\displaystyle F(p)} a une abscisse de convergence finie et si la limite dans le domaine temporel existe, alors :
{\displaystyle \lim _{t\to 0^{+}}f(t)=\lim _{p\in \mathbb {R} ,p\to +\infty }p\mathrm {F} (p)}.
(On notera que c'est la seule propriété où un 0+ apparaît pour la variable {\displaystyle t}.)

### Convolution
La transformation de Laplace change le produit de convolution en produit :
{\displaystyle {\mathcal {L}}\{f*g\}={\mathcal {L}}\{f\}{\mathcal {L}}\{g\}}.

### Transformée de Laplace d'une fonction périodique
Si f est une fonction nulle pour {\displaystyle t<0} et, pour {\displaystyle t>0}, périodique de période T, alors pour {\displaystyle \operatorname {Re} (p)>0}
{\displaystyle {\mathcal {L}}\{f\}(p)={\frac {1}{1-{\rm {e}}^{-Tp}}}\int _{0}^{T}{\rm {e}}^{-pt}f(t)\,\mathrm {d} t.}

### Développement de Heaviside
Si la valeur finale est une fraction rationnelle F(p)/G(p) telle que le degré de F est inférieur au degré de G, alors pour retrouver la valeur initiale, on décompose en éléments simples et on applique la linéarité.
Supposons que
{\displaystyle G(p)=(p-a_{1})^{k_{1}}\cdots (p-a_{n})^{k_{n}}}
Alors on peut écrire 
{\displaystyle {\frac {F(p)}{G(p)}}={\frac {c_{1,1}}{(p-a_{1})}}+\cdots +{\frac {c_{1,k_{1}}}{(p-a_{1})^{k_{1}}}}+\cdots +{\frac {c_{n,k_{n}}}{(p-a_{n})^{k_{n}}}}}
et alors 
{\displaystyle {\begin{aligned}{\mathcal {L}}^{-1}\left({\frac {F(p)}{G(p)}}\right)(t)&={\mathcal {L}}^{-1}\left({\frac {c_{1,1}}{(p-a_{1})}}\right)(t)+\cdots +{\mathcal {L}}^{-1}\left({\frac {c_{1,k_{1}}}{(p-a_{1})^{k_{1}}}}\right)(t)+\cdots +{\mathcal {L}}^{-1}\left({\frac {c_{n,k_{n}}}{(p-a_{n})^{k_{n}}}}\right)(t)\\&=c_{1,1}\mathrm {e} ^{a_{1}t}+\cdots +c_{1,k_{1}}{\frac {t^{k_{1}-1}}{(k_{1}-1)!}}\mathrm {e} ^{a_{1}t}+\cdots +c_{n,k_{n}}{\frac {t^{k_{n}-1}}{(k_{n}-1)!}}\mathrm {e} ^{a_{n}t}\end{aligned}}}

## Quelques transformées usuelles
La transformée de Laplace monolatérale n'est valide que pour des fonctions (éventuellement généralisées) à support positif. C'est pour cette raison que les fonctions temporelles de cette table sont multiples de (ou composées avec) {\displaystyle \Upsilon }, fonction échelon unité (Heaviside).

## Exempled'utilisation de la transformée de Laplace en électricité
On considère un circuit dit « R,C », constitué d'une résistance électrique de valeur R et d'un condensateur de capacité électrique C, placés en série. Dans tous les cas, on considère que le circuit n'est placé aux bornes d'un générateur idéal de tension délivrant une tension (en général) variable u(t) qu'à un instant choisi pour origine des dates, et que le condensateur est initialement déchargé.
On a ainsi respectivement pour la charge q(t) du condensateur et l'intensité dans le circuit {\displaystyle i(t)\equiv {\frac {{\rm {d}}q}{{\rm {d}}t}}} les conditions initiales suivantes :
{\displaystyle q\left(0^{-}\right)=0,i\left(0^{-}\right)=0.}

### Charge d'un condensateur par un échelon de tension
On applique la tension u(t) suivante :
{\displaystyle u(t)={\begin{cases}0,{\text{ si   }}t<0\\\mathrm {U} _{0}=cte,{\text{  si   }}t\geq 0\end{cases}},}
et l'équation différentielle reliant la réponse q(t) à l'entrée u(t) est en appliquant les lois usuelles de l'électricité :
{\displaystyle \mathrm {U} _{0}\Upsilon (t)=\mathrm {R} {\frac {\mathrm {d} q}{\mathrm {d} t}}+{\frac {q(t)}{\mathrm {C} }},}
soit encore en posant τ ≡ RC (cette quantité a la dimension d'une durée) et en divisant par R :
{\displaystyle {\frac {\mathrm {C} \mathrm {U} _{0}}{\tau }}\Upsilon (t)={\frac {q(t)}{\tau }}+{\frac {\mathrm {d} q}{\mathrm {d} t}}.}
On prend la transformée de Laplace membre à membre de cette dernière équation, en notant Q(p) la transformée de q(t) ; il vient, en prenant en compte le fait que q(0–) = 0 :
{\displaystyle \mathrm {Q} (p)=\mathrm {C} \mathrm {U} _{0}{\frac {\frac {1}{\tau }}{p\left({\frac {1}{\tau }}+p\right)}},}
ce qui peut aussi s'écrire sous la forme :
{\displaystyle \mathrm {Q} (p)=\mathrm {H} (p)\mathrm {U} (p)}, avec {\displaystyle \mathrm {H} (p)\equiv {\frac {\tau ^{-1}}{\tau ^{-1}+p}},} la fonction de transfert du système RC, et {\displaystyle \mathrm {U} (p)={\frac {\mathrm {U} _{0}\mathrm {C} }{p}}} la transformée de Laplace de l'entrée.
On peut aussitôt inverser cette équation en (on utilise l'entrée numéro 3 de la table ci-dessus avec α = 1/τ) :
{\displaystyle q(t)=\mathrm {U} _{0}\mathrm {C} \left(1-{\rm {e}}^{-t/\tau }\right)\Upsilon (t).}
L'interprétation physique de cette solution est très simple : il y a superposition d'un régime transitoire
{\displaystyle q_{\mathrm {trans} }(t)=-\mathrm {U} _{0}\mathrm {C} \,{\rm {e}}^{-t/\tau },}
qui décrit la charge progressive du condensateur, la quantité τ ≡ RC donnant l'échelle de temps (c'est un exemple de constante de temps d'un système), à un régime permanent
{\displaystyle \mathrm {Q_{perm}} =\mathrm {U} _{0}\mathrm {C} \equiv \mathrm {Q_{m}} }
qui correspond à l'état du condensateur complètement chargé sous la tension continue U0. On montre aisément que le condensateur est à 90 % chargé (q = 0,90 Qm) au bout de la durée T = τ ln(10) ≈ 2,3025 τ.
Le terme (1–e–t/τ) est la fonction de transfert du système dans le domaine temporel.
On voit la facilité d'usage de la transformation de Laplace, qui permet de s'abstraire complètement de la résolution de l'équation différentielle dans l'espace des temps par un passage dans « l'espace p ». Par ailleurs, la prise en compte des conditions initiales est effectuée lors de la transformation.